# 美丽垂头菊
美丽垂头菊（学名：Cremanthodium pulchrum）是菊科垂头菊属的植物。分布于缅甸北部以及中国大陆的云南等地，生长于海拔4,000米的地区，常生于山坡和水边，目前尚未由人工引种栽培。